# فرنان اوانس
فرنان اوانس (انگلیسی: Fernand Vast; ۲۶ مهٔ ۱۸۸۶ – ۷ ژوئن ۱۹۶۸) دوچرخه‌سوار اهل فرانسه بود.
وی در مسابقات کشوری و بین‌المللی در مجموع برندهٔ ۱ مدال طلا، ۲ مدال برنز شده‌است.